# Campeonato de África del Norte
El Campeonato de África del Norte fue un torneo de fútbol a nivel de clubes que involucraba a la Unión de Ligas Nor-Africanas de Fútbol, de 1920 a 1956.

## Historia
El torneo fue creado en 1920 por parte de la Unión de Ligas Nor-Africanas de Fútbol en asociación con la Federación Francesa de Fútbol e involucraba a los campeones de liga de Túnez y Marruecos, así como a los tres campeones regionales de Argelia, aunque los equipos de Marruecos comenzaron a participar a partir de la edición de 1928/29. El torneo contó con ediciones en la década de los años 1910s, pero éstas ediciones no se consideran oficiales y eran organizadas por la Union des sociétés françaises de sports athlétiques.
El torneo tuvo dos denominaciones: Challenge Steeg de 1920 a 1945 y Challenge Louis Rivet de 1945 a 1956 y el torneo dejó de jugarse en 1956 cuando Marruecos y Túnez se declararon países independientes de Francia y el torneo fue reemplazado por el Campeonato CFA de Argelia.

## Ediciones anteriores

### No oficiales
- 1911/12: FC Blidéen (Blida)
- 1912-16: Desconocido
- 1916/17:  EM Constantinoise
- 1917-19: Desconocido
- 1919/20: Racing Club (Tunisia)

### Challenge Steeg (1920-1945)
| Año     | Local                                                                  | Resultado                                                              | Visita                                                                 | Sede                                                                   | Asistencia                                                             |
| ------- | ---------------------------------------------------------------------- | ---------------------------------------------------------------------- | ---------------------------------------------------------------------- | ---------------------------------------------------------------------- | ---------------------------------------------------------------------- |
| 1920-21 | AS Marine d'Oran                                                       | 3-1                                                                    | FC Blidéen                                                             | ..., Algiers                                                           |                                                                        |
| 1921-22 | SC Bel-Abbès                                                           | 4-1                                                                    | RC Philippeville                                                       | ..., Philippeville                                                     |                                                                        |
| 1922-23 | FC Blidéen                                                             | 1-0                                                                    | SC Bel-Abbès                                                           | ..., Algiers                                                           |                                                                        |
| 1923-24 | SC Bel-Abbès                                                           | 3-1                                                                    | FC Blidéen                                                             | ..., Algiers                                                           |                                                                        |
| 1924-25 | SC Bel-Abbès                                                           | 2-0                                                                    | Stade Gaulois de Tunis                                                 | ..., Sidi Bel Abbès                                                    |                                                                        |
| 1925-26 | SC Bel-Abbès                                                           | 3-0                                                                    | SC Tunis                                                               | ..., Tunis                                                             |                                                                        |
| 1926-27 | SC Bel-Abbès                                                           | 3-0                                                                    | JS Philippeville                                                       | Stade des Oliviers, Sidi Bel Abbès                                     |                                                                        |
| 1927-28 | Gallia Sports d'Alger                                                  | 3-2 (aet)                                                              | SC Bel-Abbès                                                           | ..., Algiers                                                           |                                                                        |
| 1928-29 | FC Blidéen                                                             | 1-0 (aet)                                                              | Gallia Sports d'Alger                                                  | ..., Algiers                                                           |                                                                        |
| 1929-30 | AS Saint-Eugène (Algiers)                                              | 3-0                                                                    | OM Rabat                                                               | ..., Rabat                                                             |                                                                        |
| 1930-31 | CDJ Oran                                                               | 3-2 (aet)                                                              | Stade Marocain                                                         | Stade Alenda, Oran                                                     |                                                                        |
| 1931-32 | USM Casablanca                                                         | 4-1                                                                    | Gallia Club d'Oran                                                     | ..., Casablanca                                                        |                                                                        |
| 1932-33 | USM Casablanca                                                         | 3-0                                                                    | USM Oran                                                               | Stade Alenda, Oran                                                     |                                                                        |
| 1933-34 | USM Casablanca                                                         | 2-0                                                                    | US Tunisienne                                                          | ..., Casablanca                                                        |                                                                        |
| 1934-35 | RU Alger                                                               | 2-1                                                                    | USM Oran                                                               | ..., Algiers                                                           |                                                                        |
| 1935-36 | Gallia Club d'Oran                                                     | 5-0                                                                    | AS Saint-Eugène (Algiers)                                              | Stade Alenda, Oran                                                     |                                                                        |
| 1936-37 | Gallia Sports d'Alger                                                  | 3-2                                                                    | CDJ Oran                                                               | ..., Algiers                                                           |                                                                        |
| 1937-38 | JAC Bône                                                               | 3-1                                                                    | USM Casablanca                                                         | ..., Bône                                                              |                                                                        |
| 1938-39 | RU Alger                                                               | 2-1                                                                    | USM Casablanca                                                         | ..., Algiers                                                           |                                                                        |
| 1939-40 | No se jugó                                                             | No se jugó                                                             | No se jugó                                                             | No se jugó                                                             | No se jugó                                                             |
| 1940-41 | No se jugó                                                             | No se jugó                                                             | No se jugó                                                             | No se jugó                                                             | No se jugó                                                             |
| 1941-42 | USM Casablanca                                                         | 4-1                                                                    | CDJ Oran                                                               | ..., Casablanca                                                        |                                                                        |
| 1942-43 | No se jugó                                                             | No se jugó                                                             | No se jugó                                                             | No se jugó                                                             | No se jugó                                                             |
| 1943-44 | No se jugó                                                             | No se jugó                                                             | No se jugó                                                             | No se jugó                                                             | No se jugó                                                             |
| 1944-45 | No se jugó                                                             | No se jugó                                                             | No se jugó                                                             | No se jugó                                                             | No se jugó                                                             |
| 1945-46 | No se jugó (FC Oran declarado ganador del torneo de manera no oficial) | No se jugó (FC Oran declarado ganador del torneo de manera no oficial) | No se jugó (FC Oran declarado ganador del torneo de manera no oficial) | No se jugó (FC Oran declarado ganador del torneo de manera no oficial) | No se jugó (FC Oran declarado ganador del torneo de manera no oficial) |

### Challenge Louis Rivet (1946-1956)
| Año     | Local                 | Resultado  | Visita                    | Sede                        | Asistencia |
| ------- | --------------------- | ---------- | ------------------------- | --------------------------- | ---------- |
| 1946-47 | Gallia Sports d'Alger | 2-0        | SC Bel-Abbès              | ..., Algiers                |            |
| 1947-48 | Wydad Casablanca      | 4-2        | US Athlétique Casablanca  | ..., Casablanca             |            |
| 1948-49 | Wydad Casablanca      | 6-2        | CA Bizertin               | Stade Vincent Monréal, Oran |            |
| 1949-50 | Wydad Casablanca      | 4-0        | USM Oran                  | ..., Algiers                |            |
| 1950-51 | Gallia Sports d'Alger | 1-0        | CS Hammam-Lif             | ..., Algiers                |            |
| 1951-52 | USM Casablanca        | 2-0        | AS Saint-Eugène (Algiers) | ..., Algiers                |            |
| 1952-53 | SC Bel-Abbès          | 4-0        | FC Blidéen                | Stade Vincent Monréal, Oran |            |
| 1953-54 | SC Bel-Abbès          | 6-1        | CS Hammam-Lif             | Stade Vincent Monréal, Oran |            |
| 1954-55 | ESFM Guelma           | 2-1 (aet)  | Wydad Casablanca          | ..., Casablanca             |            |
| 1955-56 | NO se jugó            | NO se jugó | NO se jugó                | NO se jugó                  | NO se jugó |

## Títulos

### Por equipo
| Pos. | Club                      | Títulos                                      | Finales              |
| ---- | ------------------------- | -------------------------------------------- | -------------------- |
| 1    | SC Bel-Abbès              | 7 (1922, 1924, 1925, 1926, 1927, 1953, 1954) | 3 (1923, 1928, 1947) |
| 2    | USM Casablanca            | 5 (1932, 1933, 1934, 1942, 1952)             | 2 (1938, 1939)       |
| 3    | Gallia Sport d'Alger      | 4 (1928, 1937, 1947, 1951)                   | 1 (1929)             |
| 4    | Wydad Casablanca          | 3 (1948, 1949, 1950)                         | 1 (1955)             |
| 5    | FC Blidéen                | 2 (1923, 1929)                               | 3 (1921, 1924, 1953) |
| 6    | RU Alger                  | 2 (1935, 1939)                               | 0                    |
| 7    | AS Saint-Eugène (Algiers) | 1 (1930)                                     | 2 (1936, 1952)       |
| 7    | CDJ Oran                  | 1 (1931)                                     | 2 (1937, 1942        |
| 9    | Gallia Club d'Oran        | 1 (1936)                                     | 1 (1932)             |
| 10   | AS Marine d'Oran          | 1 (1921)                                     | 0                    |
| 10   | JAC Bône                  | 1 (1938)                                     | 0                    |
| 10   | ES Guelma                 | 1 (1955)                                     | 0                    |
| 13   | USM Oran                  | 0                                            | 3 (1933, 1935, 1950) |
| 14   | US Athlétique Casablanca  | 0                                            | 2 (1948, 1949)       |
| 14   | CS Hammam-Lif             | 0                                            | 2 (1951, 1954)       |
| 16   | RC Philippeville (Skikda) | 0                                            | 1 (1922)             |
| 16   | Stade Gaullois de Tunis   | 0                                            | 1 (1925)             |
| 16   | SC Tunis                  | 0                                            | 1 (1926)             |
| 16   | JSM Skikda                | 0                                            | 1 (1927)             |
| 16   | OM Rabat                  | 0                                            | 1 (1930)             |
| 16   | Stade Marocain            | 0                                            | 1 (1931)             |
| 16   | US Tunisienne             | 0                                            | 1 (1934)             |

NTB:
- ES Guelma (ex. ESFM Guelma)
- JSM Skikda (ex. JS Philippeville)

### Por liga
| Pos. | Liga                | Títulos | Finales |
| ---- | ------------------- | ------- | ------- |
| 1    | Liga de Orán        | 10      | 9       |
| 2    | Liga de Marruecos   | 8       | 6       |
| 3    | Liga de Argel       | 7       | 6       |
| 4    | Liga de Constantine | 2       | 2       |
| 5    | Liga de Túnez       | 0       | 2       |

## Galería

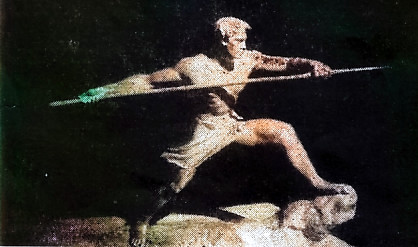
Trofeo Challenge Louis Rivet (1946-56)
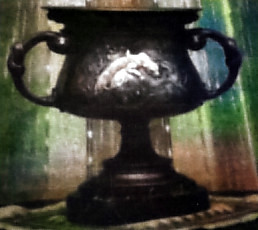
Trofeo Challenge Steeg (1920-1945)